# Baker Hughes

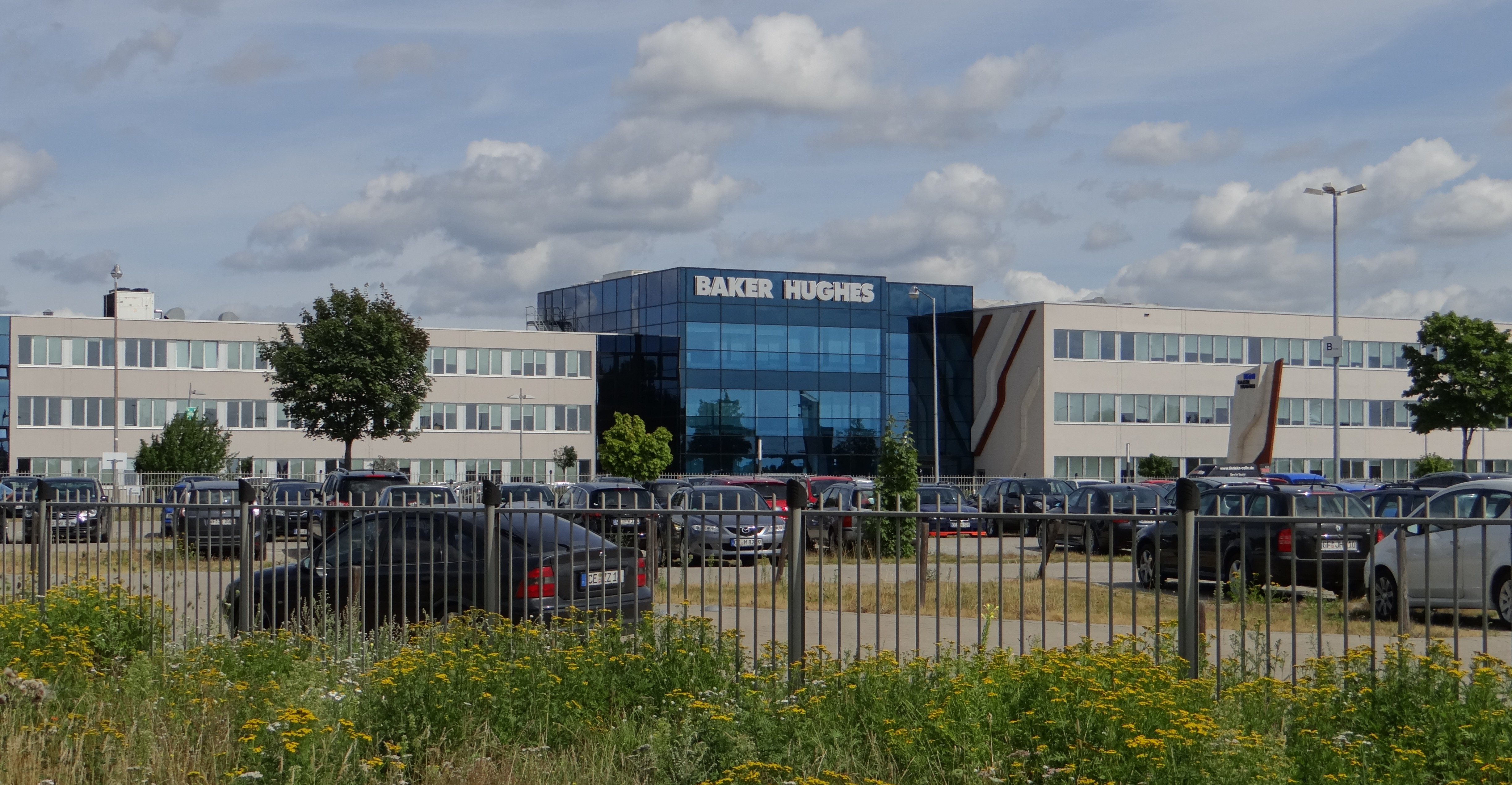
Baker Hughes in Celle

Baker Hughes ist eine der führenden Erdöl-Service-Gesellschaften der Welt. Sie entstand 1987 aus der Fusion von Baker International und der Hughes Tool Company. Der Hauptsitz der Gesellschaft ist in Houston/Texas (USA). Größere Niederlassungen befinden sich in Aberdeen (UK), Singapur, Dubai (VAE), Celle (Deutschland) und Lafayette (USA).
Baker Hughes wird im Aktienindex S&P 500 geführt.

## Geschichte
Die Wurzeln von Baker Hughes reichen bis ins frühe 20. Jahrhundert zurück: Den Grundstein legte 1907 die Gründung von Baker Oil Tools durch den Geschäftsmann und vormaligen Ölarbeiter Reuben C. Baker, der mit über 150 Patenten wesentlich zur Entwicklung auf dem Gebiet der Erdölbohrungen beitrug. Sein Konkurrent Howard Robard Hughes Sr. gründete im Dezember 1908 gemeinsam mit dem Geschäftspartner Walter B. Sharp die Sharp-Hughes Tool Company, die in erster Linie spezielle Bohrköpfe entwickelte und vertrieb. Nach Sharps Tod veräußerte dessen Witwe ihren Firmenanteil 1912 an Hughes, der das Unternehmen 1915 in Hughes Tool Company umbenannte. Diese beiden Unternehmen fusionierten 1987 zu Baker Hughes Incorporated. Bereits vor und auch nach diesem Zusammenschluss wurden verschiedene andere Unternehmen aus der Erdöl-Service-Industrie aufgekauft und das Produktportfolio damit erheblich erweitert.
Am 17. November 2014 wurden Übernahmepläne durch den größeren Branchenrivalen Halliburton bekannt. Bereits in der Woche davor waren Gespräche über eine mögliche Fusion bekannt gegeben worden. Der Preis sollte etwa 35 Milliarden Dollar (etwa 28 Milliarden Euro) betragen. Halliburton bot den Aktionären je Baker-Aktie 1,12 eigene Anteile sowie 19 Dollar in bar.
Das US-Kartellamt erschwerte diesen Zusammenschluss aufgrund von Monopolbildung auf einigen Gebieten. Schlussendlich einigten sich die Vorstände von Baker Hughes und Halliburton am 30. April 2016 darauf, ihre Eigenständigkeit zu bewahren. Halliburton musste jedoch 3,5 Milliarden Dollar Schadensersatz an Baker Hughes zahlen.
Ende Oktober 2016 gab Baker Hughes bekannt, das Unternehmen mit der Öl- und Gassparte von General Electric zusammenzulegen. Die Fusion wurde Mitte 2017 umgesetzt. Am neuen Unternehmen hielt GE 62,5 %. Seitdem firmierte das Unternehmen als BakerHughes, a GE Company (BHGE). In Folge weiterer Umstrukturierungen gab GE jedoch wenige Jahre später die Mehrheit wieder ab. Im Juli 2020 wurde bekannt, dass GE sich über die folgenden drei Jahre von sämtlichen Anteilen trennen werde. Zum Jahresende 2021 betrug die verbleibende Beteiligung rund 11,4 %. Baker Hughes tritt daher wieder ohne den GE-Zusatz auf.
Im August 2022, nach dem russischen Einmarsch in die Ukraine, stimmte das Unternehmen zu, seine Aktivitäten in Russland an ein lokales Management zu verkaufen.

## Unternehmensbereiche
Baker Hughes ist in folgende Segmente aufgeteilt:
- Reservoir Development Services
  - Subsurface Integrity & Evaluation
  - Gaffney, Cline & Associates
  - Reservoir Software
- Integrated Operations
  - Well Execution
  - Field Management
  - Management System
- Drilling
  - Drill Bits
  - Drilling Services
  - Drilling Fluids
- Evaluation
  - Openhole Wireline Systems
  - Cased Hole Wireline Systems
  - Borehole Seismic Services
  - Coring Services
  - Surface Logging Services
- Completions
  - Well Completions
  - Wellbore Construction
  - Wellbore Intervention
- Production
  - Artificial Lift
  - Intelligent Production Systems
  - Fluid Additives
  - Upstream Chemicals
- Pressure Pumping
  - Hydraulic Fracturing
  - Cementing Services
  - Coiled Tubing Services
  - Acidizing Services
  - Sand Control Pumping Services
- Tubular Services
  - Casing and Tubing Running Services
  - Completion Assembly Services
  - Hammer Services
  - Rigless Intervention System
- Downstream Services
  - Pipeline Services
  - Refining and Petrochemical
- Speciality Chemicals
  - Agriculture
  - Speciality Polymers
- TotalDepth Education Services